# 三幸製菓
三幸製菓株式会社（さんこうせいか）は、新潟県新潟市北区に本社を置く米菓を主とする製菓会社。あられ・おかき・煎餅やかりんとうの製造と販売を行っている。

## 概要
米菓を主力商品とする菓子製造会社で、日本国内における米菓市場においては亀田製菓に次いで二番手である。最大手の亀田製菓、三番手の岩塚製菓と共に新潟県内に本社を置いている。
長らくは佐藤家による同族経営となっていたが、後述の火災の影響で2024年4月より佐藤家は経営から離れている。
2022年2月11日に発生した荒川工場の火災により、これ以降は工場の稼働を全面的に停止。その後、警察や消防、第3者委員会の調査などを経て、同年9月に稼働を再開した。

### グループ会社
出荷販売している米菓は、グループ会社である株式会社三幸が製造を担当している。
株式会社三幸は三幸製菓と同じ新潟市北区の新崎工場内に本社を構えていたが、2020年に同社を存続会社として合併し、現在の三幸製菓となった。
これに併せて本社は新崎工場内から、隣接する新崎1丁目13番34号に移転している。
グループ会社として高級米菓を販売する株式会社みゆき堂本舗を持つ。
このほか、新潟県北蒲原郡聖籠町にある漬物・珍味の食品製造会社「株式会社三幸」は資本関係こそないものの、企業そのものは創業者である佐藤富一郎の実家が経営している。

## 事業所
- 本社 〒950-3134 新潟市北区新崎1丁目13番34号

### 生産拠点
- 新崎工場（敷地1万3140平方メートル）
- 荒川工場（敷地7万7829平方メートル）
- 新発田工場（敷地6万986平方メートル）

### 営業所・出張所
- 札幌・盛岡・仙台・新潟・長野・宇都宮・千葉・東京・横浜・名古屋・金沢・大阪・広島・高松・福岡

## 主な製品

### 米菓(原材料に中国産使用)
- 雪の宿
- チーズアーモンド
- 粒より小餅
- ぱりんこ
- 丸大豆せんべい
- 新潟仕込み
- 三幸の柿の種
- おかき餅
- チーズ気分
- 越後樽焼
- ミニサラダ

など

### かりんとう
- ミックスかりんとう
- 雪の宿ミルクかりんとう

など

### その他
- かりかりツイスト

など

## 歴史
- 1962年（昭和37年）：会社設立[4]。
- 1963年（昭和38年）：新崎第一工場を設置。
- 1965年（昭和40年）：東京営業所を設置。
- 1968年（昭和43年）：大阪出張所を設置。
- 1971年（昭和46年）：新崎第二工場を設置、海苔製品の開発に参入。
- 1974年（昭和49年）：学校跡に豊栄工場を設置。
- 1975年（昭和50年）：「ぱりんこ」を発売。製造事業所として新崎第三工場を設置。新潟県知事より産業振興功労賞受賞。
- 1976年（昭和51年）：名古屋営業所を設置。（1988年4月中部統轄営業部に昇格）。
- 1977年（昭和52年）：「雪の宿」を発売。製造は新崎第二工場。
- 1979年（昭和54年）：会長に佐藤亀一郎、社長に佐藤富一郎が着任。
- 1982年（昭和57年）：「雪の宿」出荷増強として、荒川第一工場を設置。
- 1985年（昭和60年）：「チーズアーモンド」発売。
- 1986年（昭和61年）：荒川第二工場を設置。
- 1988年（昭和63年）4月：各営業所を関東、中部、西日本の統轄営業部に転換。
- 1988年（昭和63年）4月8日：グループ会社として「みゆき堂本舗」を設立[5]。
- 1989年（平成元年）：売上高100億円突破、EDPを大型化のうえ事務管理の他に生産管理部門に拡大。
- 1992年（平成4年）：荒川第二工場を2倍に増床、売上高120億円突破。
- 1993年（平成5年）：「粒ごま」発売。
- 1994年（平成6年）：本格的TVCM開始。粒ごまの売り上げ倍増し、フル生産を続ける荒川第三工場操業開始。「おかき餅」を主力商品として生産。
- 1995年（平成7年）：粒ごまのテレビCM、ACC賞を受賞。
- 1997年（平成9年）：荒川第三工場を設置。
- 1999年（平成11年）：営業社員向け「営業支援システム」設置。荒川第四工場を新設。「おかきめぐり」発売。
- 2000年（平成12年）：売上高150億円突破。
- 2003年（平成15年）：荒川工場、最終工事終了。
- 2004年（平成16年）：売上高200億円突破。
- 2005年（平成17年）：研究・開発の拠点「Vステーション」完成。
- 2006年（平成18年）：新潟県経済振興賞受賞。
- 2007年（平成19年）：会長に佐藤富一郎、社長に佐藤裕紀が着任。売上高300億円を突破[4]。
- 2009年（平成21年）：新発田第一工場を設置。売上高400億円突破。
- 2011年（平成23年）：かりんとう製造工場として新発田第三工場を設置。
- 2012年（平成24年）：日本橋で雪の宿発売35周年記念イベント開催。
- 2013年（平成25年）：新崎第1工場、開設50周年。
- 2014年（平成26年）8月10日：雪の宿公式キャラクター「ホワミル」発表。
- 2015年（平成27年）：タイ進出、シンハーコーポレーションと業務提携、合弁会社として「シンハー三幸」設立。
- 2016年（平成28年）7月1日：社長に山下仁が着任[6]。
- 2018年（平成30年）9月：新発田市に物流センターを設置。
- 2020年（令和2年）：代表取締役CEOに佐藤元保、取締役社長COOに山下仁が着任[7]。製造会社の株式会社三幸と三幸製菓株式会社が前者を存続会社として合併、新会社として三幸製菓（株）発足。
- 2022年（令和4年）
  - 2月11日深夜：村上市の荒川工場で火災発生、勤務中の従業員6人が殉職[8]。同工場での火災は9回目[9]。
  - 3月3日：厚生労働省新潟労働局が新潟県内で米菓を製造販売している企業に向け、安全確認と緊急点検の実施と結果の報告を要請。
  - 5月31日：火災事故調査報告と再発防止策策定の発表および佐藤元保CEOによる謝罪会見を実施。6月13日には新崎と新発田の製造工場の稼働の再開を遺族に報告した。火災のあった現場は敷地内に慰霊塔を建立し、建物は解体する予定としている。
  - 6月27日：警察と消防、関係官庁による再発防止対策の実施や安全確認が取れたとして新崎と新発田にある工場で生産を再開。2つの工場で生産された商品の出荷再開は7月下旬に再開された。さらに同年9月12日には火災事故があった荒川工場での生産を再開した。同工場での商品の出荷再開は10月下旬に再開された。
  - 12月15日：休憩中に焼き窯の火を止めず、上部の乾燥機内で菓子くずが空焚き状態となり発火したことが火災の要因とする調査委員会の報告書を公表[10]。
- 2024年（令和6年）
  - 2月2日：新潟県警察は、業務上過失致死傷容疑で佐藤元保CEOや当時の工場長ら計4人を書類送検した。県警は、同社は過去にも同じ原因とみられる火災が起きていたのに防火対策などを怠っており、幹部に刑事責任があると判断した。同日、新潟労働局も防火に必要な措置を講じなかったとして、労働安全衛生法違反容疑で法人としての三幸製菓と佐藤CEOを書類送検した[11]。
  - 4月1日：佐藤CEOが退任し、後任の社長として山下仁COOが復帰。

## テレビCM
テレビCMは新潟県および、関東広域圏、近畿広域圏、中京広域圏、静岡県で放送されている（スポットCMが中心）。

### 三幸劇場〜三つの幸せ物語〜
『三幸劇場〜三つの幸せ物語〜』（さんこうげきじょう みっつのしあわせものがたり）は、2010年（平成22年）1月から放映されている、井筒和幸監督によるドラマCM。予告編と本編全6話。
CM DATABANK/CM総合研究所/月刊CM INDEXの主催する「第19回 BRAND OF THE YEAR 2010」にて、1年間のオンエアCMの展開事例（2009年11月度から2010年10月度までの12か月間）の中から、一般消費者からのCMーBranding評価が高かったブランドとして受賞。

#### キャスト
2010年（平成22年） 三幸劇場〜三つの幸せ物語〜
- 貫地谷しほり（長女・三幸雪乃 役）
- 伊藤淳史（雪乃の婚約者・煎餅剛 役）
- 松平健（父、2代目・三幸則夫 役）
- 田中好子（母・三幸幸子 役）
- 笹野高史（祖父、初代・三幸一徹 役）
- 三毛猫（雪乃の愛猫・あられ 役）

2011年（平成23年） 三幸劇場〜エピソード2〜
- 「大盤振る舞い」篇 他全篇 松平健（三幸則夫 役）
- 「大盤振る舞い」篇 他全篇 原日出子（妻・三幸幸子 役）
- 「癒されるわ〜」篇 石田純一（謎のエステシャン 役。癒しの粒よりセレクションプレゼントキャンペーン 2011年3月末まで）
- 「見て! スカイツリーよ!!」篇 ジェロ（謎のホテルマン役。スカイツリー見放題キャンペーン 2011年6月末まで）
- 「甘じょっぱ!」篇 はるな愛（謎の温泉美女役。雪の宿に泊まろうキャンペーン 2011年9月末まで）
- 「おひねりほしぃ〜の」篇 ほしのあき（商店街のキャンペーンガール役。Wでほしぃ〜のキャンペーン 2011年12月末まで）

#### サブタイトル
2010年 三幸劇場〜三つの幸せ物語〜
- 予告編
- 第一話「婚約者」篇
- 第二話「団らん」篇
- 第三話「結納」篇
- 第四話「古いアルバム」篇
- 第五話「結婚前夜」篇
- 第六話「結婚式のあと」篇

2011年 三幸劇場〜エピソード2〜
- 第一話「大盤振る舞い」篇
- 第二話「癒されるわ〜」篇
- 第三話「見て! スカイツリーよ!」篇
- 第四話「甘じょっば!」篇

### 三幸製菓 ブレイクスルー
株式会社電通クリエーティブXが広告発注元となり、イマジカデジタルスケープ（イメージワークス・スタジオ）が制作する高校を舞台としたテレビ/WEB アニメCM。
2020年10月31日に第1話「踏み出せ編」、2021年5月中旬に第2話「あきらめない編」（ブレイクスルー感染が問題となっていたためプレス発表されなかった）、同年10月30日に第3話「やりきる篇」、がそれぞれリリースされた。

#### スタッフ
- キャラクターデザイン : 岸田メル
- 監督 : 久保洋祐
- 楽曲制作 : INSPRDIA[16]

#### キャスト
- 梅更ざらめ（CV : Lynn）
- 丸大豆ダイ（CV : 諏訪部順一）
- 新形しこみ（CV : 福原綾香）
- 宿ゆきの（CV : 田中あいみ）
- 地井津アモン（CV : 豊永利行）
- 黒島みるく（CV : 吉岡茉祐）
- 小張りんこ（CV : 山本希望）
- 古望ツブヨリ（CV : 鈴木崚汰）
- 理事長（CV : 藤崎一郎）[16]

### 商品別のCM
- 『新潟柿の種』
  - 笹野高史 - 「話の種」篇
  - 太鼓集団天邪鬼 - 「和太鼓」篇
  - 松平健 - 「極楽じゃ!!」篇（2010年7月 - ）、「大盤振る舞い」篇（2011年1月 - ）
- 『粒ごま』
- 『雪の宿』「いっこでもニコニコ三幸のあられおせんべ」篇
  - 松平健、相楽樹 - 「父と娘」篇
  - 蒼井優
  - 指原莉乃
- 『チーズアーモンド』
  - 松平健、相楽樹 - 「チーッス あっどーも」篇（2014年3月 - ）
  - トリンドル玲奈 - 「フォトジェニック」篇（2016年9月 - ）
  - 蒼井優
- 『ぱりんこ』
  - 蒼井優

ほか

## 提供番組
（全て過去で、全国ネット番組において新潟のネット局で括弧書きされているものは新潟ローカルのCM枠に対しての提供）
- 朝だ!生です旅サラダ（ABCテレビ・テレビ朝日系列）
- メレンゲの気持ち（テレビ新潟）
- 夕方ワイド新潟一番（テレビ新潟）
- サンデージャポン（新潟放送）
- NSTワイド630（新潟総合テレビ）
- 森田一義アワー 笑っていいとも! - 月曜日（新潟総合テレビ）
- めざましテレビ - 火曜日・木曜日（新潟総合テレビ）
- ペケ×ポン（新潟総合テレビ）
- スパモク!!（新潟放送）（爆報! THE フライデーにも単発提供あり）